# Tổ cú (bức vẽ)

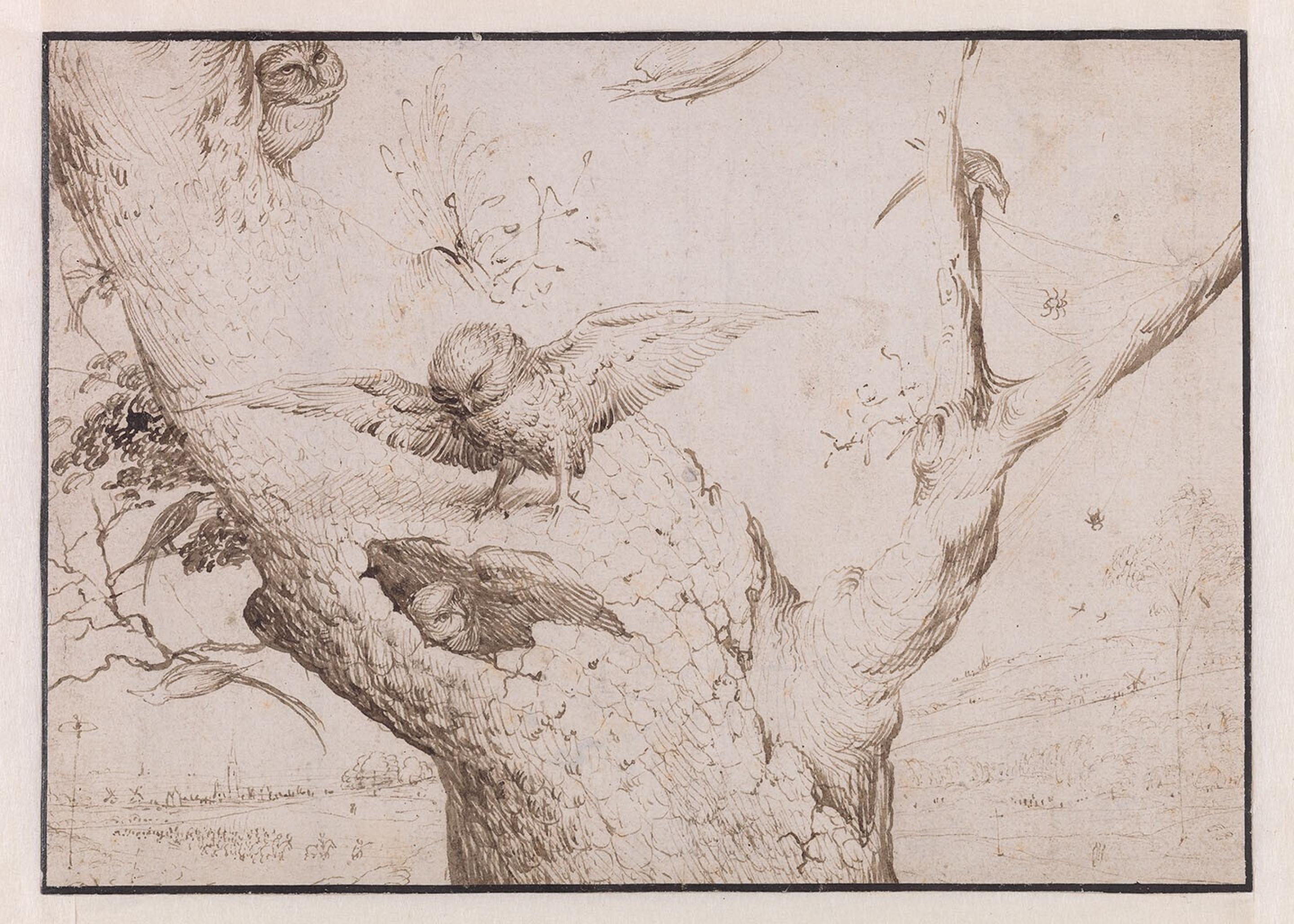
Tổ cú

Tổ cú là một bức vẽ của Hieronymus Bosch, hiện đang được trưng bày tại Bảo tàng Boijmans Van Beuningen.